# 野木町
野木町（のぎまち）は、栃木県南部に位置し、下都賀郡に属する町。県内の町では壬生町、上三川町、高根沢町に次ぐ第4の人口を有する。

## 概要
北に位置する小山市や、南に位置する茨城県古河市との交流が盛んである。通勤率は、古河市へ18.8%、東京都特別区部へ13.1%、小山市へ12.4%（いずれも平成22年国勢調査）。関東大都市圏に属する。
もともと農業が盛んな町であったが、東京より約60キロと比較的近い地点に位置することもあり、近年は都心方面のベッドタウン化が進んでいる。また、優良な工業地としても発展を続けている。
森昌子が町民歌「野木町賛歌 ふれあいの町」および「野木町音頭」の歌唱を担当している。

## 地理
- 河川：町の西側を思川が流れる。
- 湖沼：町の南西にある渡良瀬遊水地内に谷中湖がある。

### 隣接する自治体
- 栃木県
  - 小山市
  - 栃木市
- 茨城県
  - 古河市

## 歴史
- 1183年（寿永2年）2月23日 - 小山朝政・小山宗政、野木宮合戦において志田義広軍を破る。
- 1806年（文化3年）2月23日 - 野木神社焼失する。
- 1869年（明治2年）12月 - 野木町域が古河県に属す。
- 1871年（明治4年）11月14日 - 寒川・都賀郡が栃木県の管轄下となる。野木町域も古河県より栃木県に移管される。
- 1872年（明治5年）
  - 4月8日 - 区制施行により、野木町域を栃木県第一区に編入。
  - 5月7日 - 区画改定により栃木県第二十六区となる。野木宿に御用取扱所設置。
- 1873年（明治6年）
  - 3月 - 栃木県内の中小学区決定により、野木町域は第三十八番中学区二〇三番〜二一〇番小学区になる。
  - 8月 - 大区小区制施行により栃木県七大区第一〇小区となる。
  - 9月10日 - 乾時学舎開校。
- 1876年（明治9年）4月 - 友沼村を区画整理により第一大区第六小区と改める。
- 1878年（明治11年）7月22日 - 郡区町村編制法制定に伴い、栃木県都賀郡を下都賀郡と上都賀郡に分割。野木町域は下都賀郡に属す。
- 1879年（明治12年）8月16日 - 友沼村に郵便取扱事務所を置く。
- 1887年（明治20年）4月1日 - 小学校令により野木町域は十二学区二五番学区となる。
- 1889年（明治22年）4月1日 - 町村制施行に伴い友沼村、野木宿、野渡村、南赤塚村、中谷村、丸林村、潤島村、佐川野村、川田村、若林村の10ヶ村を合併し、下都賀郡野木村となる。友沼宿通り107番地（法音寺境内）に役場設置。[2][3]
- 1890年（明治23年）12月19日 - 村役場を大字丸林字茶塚に移転する。
- 1931年（昭和6年）5月16日 - 友沼郵便取扱所が開設される。
- 1934年（昭和9年）9月11日 - 野木村に電話開通する。
- 1947年（昭和22年）11月 - 野木村立野木中学校発足。
- 1963年（昭和38年）
  - 1月1日 - 町制施行。下都賀郡野木町となる。
  - 2月16日 - 国鉄東北線に野木駅設置。栃木県内初の橋上駅。
- 1973年（昭和48年）8月20日 - 町役場を現在地に新築移転。
- 1982年（昭和57年） - 野木ローズタウン分譲開始。
- 1985年（昭和60年）3月30日 - 町民歌「野木町賛歌 ふれあいの町」（作詞・新井清時、補作・なかにし礼、作曲・すぎやまこういち）および町民音頭「野木町音頭」（作詞・なかにし礼、作曲・猪俣公章）を制定。両曲とも森昌子の歌唱でレコードが製造された。
- 1988年（昭和63年）10月4日 - 野木町立図書館開館。
- 1992年（平成4年）- 第1回ひまわりフェスティバル開催。
- 2004年（平成16年）2月1日 - 小山市と境界変更。
- 2016年（平成28年）5月10日 - 旧下野煉化製造会社煉瓦窯が野木町交流センター“野木ホフマン館”として開館。

江戸期には古河藩に属し、「古河の3宿」の1つ、日光街道の野木宿として発展を見た。しかし領域は古くから泥湿地であり、なかなか人口の集積は起こらなかった。東北本線（宇都宮線）の野木駅ができたのも1963年と、同線の中では歴史が浅く、かつては陸の孤島と呼ばれたほどである。
野木ローズタウンの分譲が開始された1980年代からは野木駅やローズタウンを中心に東京方面への通勤者を抱えるベッドタウンが形成されている。平成17年国勢調査に基づいたデータでは栃木県の市町村で唯一東京都市圏（都市雇用圏）に属すなど雇用の都心志向がみられる。なお、平成22年国勢調査に基づいたデータでは古河都市圏に組み込まれている。

### 変遷表
| 野木町町域の変遷表（※細かい境界の変遷は省略） | 野木町町域の変遷表（※細かい境界の変遷は省略） | 野木町町域の変遷表（※細かい境界の変遷は省略） | 野木町町域の変遷表（※細かい境界の変遷は省略） | 野木町町域の変遷表（※細かい境界の変遷は省略） | 野木町町域の変遷表（※細かい境界の変遷は省略） | 野木町町域の変遷表（※細かい境界の変遷は省略） |
| 1868年 以前                                   | 1868年 以前                                   | 明治元年 - 明治22年                           | 明治22年 4月1日                               | 明治22年 - 昭和64年                           | 平成元年 - 現在                               | 現在                                          |
| --------------------------------------------- | --------------------------------------------- | --------------------------------------------- | --------------------------------------------- | --------------------------------------------- | --------------------------------------------- | --------------------------------------------- |
|                                               | 本野木町                                      | 野木宿                                        | 野木村                                        | 昭和38年1月1日 野木町                         | 野木町                                        | 野木町                                        |
|                                               | 新野木町                                      | 野木宿                                        | 野木村                                        | 昭和38年1月1日 野木町                         | 野木町                                        | 野木町                                        |
|                                               | 友沼村                                        |                                               | 野木村                                        | 昭和38年1月1日 野木町                         | 野木町                                        | 野木町                                        |
|                                               | 潤島村                                        |                                               | 野木村                                        | 昭和38年1月1日 野木町                         | 野木町                                        | 野木町                                        |
|                                               | 若林村                                        |                                               | 野木村                                        | 昭和38年1月1日 野木町                         | 野木町                                        | 野木町                                        |
|                                               | 佐川野村                                      |                                               | 野木村                                        | 昭和38年1月1日 野木町                         | 野木町                                        | 野木町                                        |
|                                               | 赤塚村                                        | 明治12年 南赤塚村                             | 野木村                                        | 昭和38年1月1日 野木町                         | 野木町                                        | 野木町                                        |
|                                               | 中谷新田                                      | 明治6年 中谷村                                | 野木村                                        | 昭和38年1月1日 野木町                         | 野木町                                        | 野木町                                        |
|                                               | 丸林村                                        |                                               | 野木村                                        | 昭和38年1月1日 野木町                         | 野木町                                        | 野木町                                        |
|                                               | 野渡村                                        |                                               | 野木村                                        | 昭和38年1月1日 野木町                         | 野木町                                        | 野木町                                        |
|                                               | 川田村                                        |                                               | 野木村                                        | 昭和38年1月1日 野木町                         | 野木町                                        | 野木町                                        |

栃木県内の自治体で、1889年の町村制施行以降において一度も市町村合併を経験していないのは、2020年現在では野木町だけである（ただし、境界変更は経験している）。

## 人口
| |                                        |  |
| 野木町と全国の年齢別人口分布（2005年） | 野木町の年齢・男女別人口分布（2005年） |  |
| ■紫色 ― 野木町 ■緑色 ― 日本全国 | ■青色 ― 男性 ■赤色 ― 女性              |  |
| 野木町（に相当する地域）の人口の推移 \| 1970年（昭和45年） \| 11,983人 \| \| \| 1975年（昭和50年） \| 14,014人 \| \| \| 1980年（昭和55年） \| 16,454人 \| \| \| 1985年（昭和60年） \| 18,983人 \| \| \| 1990年（平成2年） \| 23,676人 \| \| \| 1995年（平成7年） \| 26,489人 \| \| \| 2000年（平成12年） \| 26,674人 \| \| \| 2005年（平成17年） \| 25,907人 \| \| \| 2010年（平成22年） \| 25,720人 \| \| \| 2015年（平成27年） \| 25,292人 \| \| \| 2020年（令和2年） \| 24,913人 \| \| |                                        |  |
| 総務省統計局 国勢調査より |                                        |  |
| 1970年（昭和45年） | 11,983人                               |  |
| 1975年（昭和50年） | 14,014人                               |  |
| 1980年（昭和55年） | 16,454人                               |  |
| 1985年（昭和60年） | 18,983人                               |  |
| 1990年（平成2年） | 23,676人                               |  |
| 1995年（平成7年） | 26,489人                               |  |
| 2000年（平成12年） | 26,674人                               |  |
| 2005年（平成17年） | 25,907人                               |  |
| 2010年（平成22年） | 25,720人                               |  |
| 2015年（平成27年） | 25,292人                               |  |
| 2020年（令和2年） | 24,913人                               |  |

- 1920年（大正9年）…7,982人
- 1925年（大正14年）…8,025人
- 1930年（昭和5年）…8,238人
- 1935年（昭和10年）…8,649人
- 1940年（昭和15年）…8,737人
- 1947年（昭和22年）…11,129人
- 1950年（昭和25年）…11,018人
- 1955年（昭和30年）…10,575人
- 1960年（昭和35年）… 9,974人
- 1965年（昭和40年）…10,339人

- 1970年（昭和45年）…11,983人
- 1975年（昭和50年）…14,015人
- 1980年（昭和55年）…16,454人
- 1985年（昭和60年）…18,983人
- 1990年（平成2年） …23,676人
- 1995年（平成7年） …26,489人
- 2000年（平成12年）…26,674人
- 2005年（平成17年）…25,907人
- 2010年（平成22年）…25,720人

## 行政

### 町長
- 真瀬宏子（2008年8月24日就任、3期目）

歴代町長
| 代 | 氏名     | 就任                      | 退任                      | 備考 |
| -- | -------- | ------------------------- | ------------------------- | ---- |
| 1  | 三橋慶作 | 1963年（昭和48年）1月1日  | 1963年（昭和38年）4月30日 |      |
| 2  | 渡辺匠治 | 1963年（昭和38年）5月1日  | 1975年（昭和50年）4月30日 |      |
| 3  | 岩崎清二 | 1975年（昭和50年）5月1日  | 1979年（昭和54年）4月30日 |      |
| 4  | 舘野安雄 | 1979年（昭和54年）5月1日  | 1987年（昭和62年）4月30日 |      |
| 5  | 金澤豊   | 1987年（昭和62年）5月1日  | 2003年（平成15年）4月30日 |      |
| 6  | 永田元一 | 2003年（平成15年）5月1日  | 2008年（平成20年）7月16日 |      |
| 7  | 真瀬宏子 | 2008年（平成20年）8月24日 | 現職                      |      |

出典:『野木町史 歴史編』, p. 880、

### 財政

収支の推移

公債残高の推移

| 年度 | 歳入    | 歳出    | 収支    |
| ---- | ------- | ------- | ------- |
| 2001 | 6.90037 | 6.24426 | 0.65611 |
| 2002 | 6.81367 | 6.13373 | 0.67994 |
| 2003 | 7.08978 | 6.38097 | 0.70881 |
| 2004 | 7.60083 | 6.9363  | 0.66453 |
| 2005 | 7.25394 | 6.51028 | 0.74366 |
| 2006 | 7.91704 | 7.24642 | 0.67062 |
| 2007 | 6.45694 | 5.94629 | 0.51065 |
| 2008 | 6.3649  | 5.7929  | 0.572   |
| 2009 | 7.06292 | 6.67735 | 0.38557 |
| 2010 | 7.35847 | 6.73062 | 0.62785 |
| 2011 | 7.02580 | 6.43268 | 0.59312 |
| 2012 | 7.02997 | 6.62377 | 0.40620 |
| 2013 | 7.33173 | 7.06151 | 0.27022 |
| 2014 | 7.64420 | 7.29849 | 0.34571 |
| 2015 | 9.24839 | 8.82043 | 0.42797 |

| 年月日     | 一般会計 事業債 | 農業集落 排水事業債 | 下水道 事業債 | 水道事業債 | 町営墓地 事業債 | 野木東工業 団地周辺 開発事業債 | 総額     |
| ---------- | --------------- | ------------------- | ------------- | ---------- | --------------- | ------------------------------ | -------- |
| 2006-09-30 | 3.7702          | 0.58444             | 3.59688       | 1.14717    |                 |                                | 9.09869  |
| 2007-09-30 | 4.1454          | 0.5573              | 4.21158       | 1.1609     |                 |                                | 10.07518 |
| 2008-09-30 | 4.10268         | 0.53294             | 4.26556       | 1.15616    |                 |                                | 10.05734 |
| 2009-03-31 | 4.19444         | 0.52065             | 4.32322       | 1.14416    |                 |                                | 10.18247 |
| 2010-03-31 | 4.25543         | 0.49735             | 4.29659       | 1.15025    |                 |                                | 10.19962 |
| 2011-03-31 | 3.94228         | 0.47525             | 4.11083       | 1.11284    | 0.0691          |                                | 9.7103   |
| 2012-03-31 | 4.65887         | 0.45294             | 4.11712       | 1.11749    | 0.06142         |                                | 10.40784 |
| 2013-03-31 | 4.38088         | 0.43015             | 4.28032       | 1.07369    | 0.05375         |                                | 10.21879 |
| 2014-03-31 | 4.94059         | 0.40687             | 4.28534       | 1.02757    | 0.03500         |                                | 10.58827 |
| 2015-03-31 | 5.23086         | 0.38309             | 4.23788       | 0.98171    | 0.03111         |                                | 10.86465 |
| 2016-03-31 | 6.04063         | 0.35881             | 4.23852       | 0.93710    |                 | 0.33810                        | 11.91316 |

### 警察
町内全域を小山警察署が管轄。
- 栃木県警小山警察署 野木交番 住所：下都賀郡野木町大字丸林383番地16
- 栃木県警小山警察署 佐川野駐在所 住所：下都賀郡野木町大字佐川野493番地4

### 消防
1985年4月1日より常備消防事務を小山市消防本部に委任し、同本部が町内の消防を担当している。
- 小山市消防本部 野木分署 住所：下都賀郡野木町大字丸林149

## 議会

### 町議会
- 定数：14人
- 任期：2019年5月1日 - 2023年4月30日

### 県議会
- 選挙区：小山市・野木町選挙区
- 定数：5人
- 投票日：2023年4月9日
- 当日有権者数：154,978人
- 投票率：41.34％

| 候補者名 | 当落 | 年齢 | 所属党派   | 新旧別 | 得票数   |
| -------- | ---- | ---- | ---------- | ------ | -------- |
| 白石資隆 | 当   | 47   | 自由民主党 | 現     | 13,060票 |
| 中屋大   | 当   | 44   | 無所属     | 現     | 10,115票 |
| 西村眞治 | 当   | 61   | 公明党     | 現     | 8,972票  |
| 大木英憲 | 当   | 42   | 自由民主党 | 新     | 8,288票  |
| 板橋一好 | 当   | 82   | 自由民主党 | 現     | 7,674票  |
| 平田廣一 | 落   | 43   | 無所属     | 新     | 7,363票  |
| 大橋勇太 | 落   | 46   | 無所属     | 新     | 4,182票  |
| 小鹿翔矢 | 落   | 39   | 無所属     | 新     | 3,400票  |

### 衆議院
- 選挙区：栃木4区（栃木市（旧大平町・藤岡町・都賀町・岩舟町域）、小山市、真岡市、下野市（旧石橋町・国分寺町域）、芳賀郡、下都賀郡）
- 任期：2021年10月31日 - 2025年10月30日
- 投票日：2021年10月31日
- 当日有権者数：402,456人
- 投票率：55.37％

| 当落 | 候補者名 | 年齢 | 所属党派   | 新旧別 | 得票数    | 重複 |
| ---- | -------- | ---- | ---------- | ------ | --------- | ---- |
| 当   | 佐藤勉   | 69   | 自由民主党 | 前     | 111,863票 | ○    |
| 比当 | 藤岡隆雄 | 44   | 立憲民主党 | 新     | 107,043票 | ○    |

## 地域

### 町名一覧
- 大字潤島（うるうじま）
- 大字川田（かわだ）
- 大字佐川野（さがわの）
- 大字友沼（ともぬま）
- 大字中谷（なかや）

- 大字野木（のぎ）
- 大字野渡（のわた）
- 大字丸林（まるばやし）
- 大字南赤塚（みなみあかつか）
- 大字若林（わかばやし）

### 教育

#### 中学校
- 野木町立野木中学校
- 野木町立野木第二中学校

#### 小学校
- 野木町立佐川野小学校
- 野木町立新橋小学校
- 野木町立友沼小学校
- 野木町立野木小学校
- 野木町立南赤塚小学校

### 郵便
郵便番号は「329-01xx」が該当する。集配局は町内全域が野木郵便局の管轄となる。

#### 郵便局
- 野木郵便局（07145）
- 野木駅東口郵便局（07314）

### 電話番号
町内全域が古河MAの管轄となり、市外局番は「0280」。収容局は以下のビルが該当し、市内局番は以下の通り。
- 新野木局：54、55、56、57

## 工業
- 野木工業団地 - 栄研化学、ゼブラ、日本ピストンリング、不二家、川上産業、日鉄鉱業など[8]
- 野木第二工業団地 - 栄研化学、PALTACなど[9]
- 野木東工業団地 - 日鉄建材、日東工業など[10]

## 文化
- 野木町総合運動公園サッカー場
- 野木町立図書館
- 野木エニスホール
- 野木町健康センターゆーらんど

## 交通

### 鉄道
東日本旅客鉄道（JR東日本）
 宇都宮線（東北本線）・■上野東京ライン・ 湘南新宿ライン
- - 野木駅 -
- また、東北本線（宇都宮線）古河駅が町域の南部（野渡地区など）に近接している。

### 道路
- 一般国道
  - 国道4号
- 主要地方道
  - 栃木県道50号藤岡乙女線
- 一般県道

- - 栃木県道173号萩島白鳥線
  - 栃木県道174号南小林松原線
  - 栃木県道190号境間々田線
  - 栃木県道261号野木古河線
  - 栃木県道294号東野田古河線
  - 栃木県道314号佐川野友沼線

- 自転車道
  - 栃木県道313号渡良瀬遊水地壬生自転車道線

### 路線バス
町域内にはバス路線は存在しない。
- 1972年時点では、国道4号の小山-新古河間および県道174号の栃木-新古河間について、東武バスが町域を通る路線を運航していた。また、県道261号の間々田-境間および県道294号の小山-古河間について、関東バスが町域を通る路線を運航していた[11]。
- 2012年3月、茨急バスの古河車庫 - 古河駅西口 - 二高前 - 西大堤 - 中田 - 栗橋駅線に「野木明神」停留所が存在したが路線廃止により停留所も廃止となった[12]。
- 2019年3月13日に 小山駅西口 - 新市民病院 - 間々田駅西口 - 白鳥 - ラムサール渡良瀬遊水地駅 （広域公営路線バス。名称：渡良瀬ライン）が開通[13]。磯の宮〜旧思川間は町内の友沼地区（国道4号、栃木県道174号南小林松原線）を走行する。「野木町内の停留所につきましては、関係機関との調整が整い次第、設置していく予定」との記載はある[13]が、2019年12月末時点では設置されていない。

## 観光
- 野木神社
- 満福寺
- 観音寺 - 中谷251番地。葛飾坂東観音霊場において巡礼の対象になっている。
- 野木町交流センター“野木ホフマン館”[14]、旧下野煉化製造会社煉瓦窯 - ホフマン窯、重要文化財
- ひまわりフェスティバル - 約4.3ha・約20万本・高さ約2メートルのひまわり。特設会場には大迷路や展望台もある[15]。
- 渡良瀬遊水地 - ラムサール条約登録湿地

## 出身有名人
- 和泉義治（山梨放送アナウンサー）
- 岩崎万次郎（政治家）
- がんばれゆうすけ（お笑い芸人・マラソンランナー）
- 愚乱・浪花（プロレスラー）
- 黒須高（パラアルペンスキー選手。リレハンメルパラ五輪メダリスト）[16]
- 小島秀仁（サッカー選手・横浜スポーツ&カルチャークラブ）
- 小島聖矢（サッカー選手・タイ バンコクFC）
- 近藤亨（毎日放送アナウンサー）
- 酒井若菜（女優）
- 七五三掛龍也（アイドル、Travis Japanのメンバー） - 生まれは、茨城県古河市[17]
- 鈴木杏奈（歌手・声優）
- 高木和徹（サッカー選手・いわきFC）
- つぶやきシロー（お笑い芸人）
- 永塚梓（ハンドボール選手・大阪ラヴィッツ）

## ゆかりのある有名人
- 依田英将（北海道テレビ放送アナウンサー） - 長野県生まれ、野木町育ち。
- 大沢幸広（NHKアナウンサー） - 埼玉県吉川市生まれ、野木町育ち。栃木県立石橋高等学校卒業。宮崎、秋田、宇都宮等に赴任。
- 藤田雄大（熱気球競技選手、日本人初の熱気球世界選手権優勝者） - 千葉県生まれ、野木町育ち。野木町町民栄誉賞受賞。野木町観光大使委嘱。
- 海老沼聖（柔道家（73kg級）） - 小山市出身。かつて野木町柔道クラブに所属。
  - 海老沼毅（柔道家） - 小山市出身。かつて野木町柔道クラブに所属。
  - 海老沼匡（柔道家（66kg級）） - 小山市出身。かつて野木町柔道クラブに所属。
- 髙藤直寿（柔道家（60kg級）） - 下野市出身。かつて野木町柔道クラブに所属。